# Шидловский, Александр Георгиевич
Алекса́ндр Гео́ргиевич Шидло́вский (род. 1 февраля 1941, Москва) — чемпион летних Олимпийских игр 1972 по водному поло, Заслуженный мастер спорта СССР (1970), преподаватель, военнослужащий. Заслуженный тренер СССР. В 2001 году награждён Почётным Знаком «За заслуги в развитии физической культуры и спорта». Награждён медалью «За трудовое отличие».
В 1968 году окончил Московский областной педагогический институт. Выступал за московский ЦСК ВМФ.
Серебряный призёр летних Олимпийских игр 1968. Серебряный призёр Чемпионата Европы 1962. Чемпион СССР 1963, 1964, 1966, 1967, 1970,1971. Победитель Спартакиад народов СССР в 1963 и 1967 году.
Женат, сын — Александр Шидловский, дочь Мария Шидловская.